# Habenaria commelinifolia
Habenaria commelinifolia là một loài thực vật có hoa trong họ Lan. Loài này được (Roxb.) Wall. ex Lindl. mô tả khoa học đầu tiên năm 1835.